# Hafenschleppbahn Altona
| Streckenlänge: | 1 km       |                |                |
| Stromsystem: | 550 Volt = |                |                |
| |            |                |                |
| \| \| 0,6 \| Elbberg \| Elbberg \| \| \| 0,2 \| Verzweigung \| Verzweigung \| \| \| \| Depot \| \| \| \| 0,6 \| Kaistraße \| Kaistraße \| \| \| 0,0 \| Rathaus Altona \| Rathaus Altona \| |            |                |                |
| U-Bahn-Betriebs-/Güterbahnhof Streckenanfang (Strecke außer Betrieb) | 0,6        | Elbberg        | Elbberg        |
| U-Bahn-Strecke von links (außer Betrieb) · U-Bahn-Abzweig geradeaus und von rechts (Strecke außer Betrieb)                                                                                 | 0,2        | Verzweigung    | Verzweigung    |
| U-Bahn-Abzweig geradeaus und nach links (Strecke außer Betrieb) · U-Bahn-Strecke (außer Betrieb)                                                                                           |            | Depot          | Depot          |
| U-Bahn-Betriebs-/Güterbahnhof Streckenende (Strecke außer Betrieb) · U-Bahn-Strecke (außer Betrieb)                                                                                        | 0,6        | Kaistraße      | Kaistraße      |
| U-Bahn-Betriebs-/Güterbahnhof Streckenende (Strecke außer Betrieb) | 0,0        | Rathaus Altona | Rathaus Altona |

Die Hafenschleppbahn Altona, auch Altonaer Schleppbahn genannt, war eine sogenannte gleislose Bahn mit Oberleitung und elektrischen Straßen-Zugmaschinen beziehungsweise Oberleitungslastkraftwagen nach dem System Schiemann.

## Geschichte
Am 2. Januar 1911 eröffnet, diente sie dazu, Pferdefuhrwerken die Überwindung der steilen Straßen des Geesthangs am Hafen von Altona/Elbe zu erleichtern beziehungsweise überhaupt zu ermöglichen. 
Betreiber war zunächst die Gleislose Bahnbetriebe GmbH, ab 1922 die Stadt Altona beziehungsweise ab 1938 die Stadt Hamburg. Erst 1949 wurde die Bahn eingestellt, die inzwischen durch den Lastkraftwagen überflüssig geworden war. Sie bestand damit deutlich länger als alle anderen Oberleitungsbus- und Oberleitungslastkraftwagen-Anlagen, die vor dem Ersten Weltkrieg in Deutschland eingerichtet wurden. Als die Industriebahn Wurzen am 23. Oktober 1928 eingestellt wurde, war in Altona der einzige Oberleitungslastkraftwagen-Betrieb Deutschlands.